# (38044) 1998 SL62
1998 SL62 (asteroide 38044) é um asteroide da cintura principal. Possui uma excentricidade de 0.09790080 e uma inclinação de 20.87385º.
Este asteroide foi descoberto no dia 19 de setembro de 1998 por LONEOS em Anderson Mesa.